# Chaignes
Chaignes är en kommun i departementet Eure i regionen Normandie i norra Frankrike. Kommunen ligger i kantonen Pacy-sur-Eure som tillhör arrondissementet Évreux. År 2022 hade Chaignes 267 invånare.

## Befolkningsutveckling
Antalet invånare i kommunen Chaignes
Referens:INSEE